# Lijst van onroerend erfgoed in Gentbrugge
Een overzicht van het onroerend erfgoed in Gentbrugge. Het onroerend erfgoed maakt deel uit van het cultureel erfgoed in België.
| Object                                                           | Erfgoedstatus? | Bouwjaar of architect  | Deelgemeente | Adres                                                                             | Coördinaten                  | Nummer? | Afbeelding                                                       |
| ---------------------------------------------------------------- | -------------- | ---------------------- | ------------ | --------------------------------------------------------------------------------- | ---------------------------- | ------- | ---------------------------------------------------------------- |
| Buitengoed van school                                            |                |                        | Gentbrugge   | Achterdries 52                                                                    | 51° 2' 33" NB, 3° 45' 57" OL | 26434   | Buitengoed van school                                            |
| Hoeve Hof De Guchteneëre                                         |                |                        | Gentbrugge   | Achterdries 53, Robiniadreef 2B                                                   | 51° 2' 36" NB, 3° 45' 59" OL | 26435   | Hoeve Hof De Guchteneëre                                         |
| Kasteeltje De Schrijver                                          |                |                        | Gentbrugge   | Achterdries 54                                                                    |                              | 26436   | Kasteeltje De Schrijver                                          |
| Woonhuis ontworpen door G. Eysselinck                            |                | 1937 Gaston Eysselinck | Gentbrugge   | Arthur Van Laethemstraat 6                                                        | 51° 1' 54" NB, 3° 46' 10" OL | 26437   | Woonhuis ontworpen door G. Eysselinck                            |
| Personeelswoningen en duiventoren                                |                |                        | Gentbrugge   | Boswachterstraat 1-13, Hélène Maréchalhof 1                                       | 51° 2' 27" NB, 3° 46' 21" OL | 26438   | Personeelswoningen en duiventoren                                |
| Boswachterswoning                                                |                |                        | Gentbrugge   | Boswachterstraat 30                                                               |                              | 26440   | Boswachterswoning                                                |
| Landhuis                                                         |                |                        | Gentbrugge   | Braemkasteelstraat 6                                                              | 51° 2' 23" NB, 3° 45' 44" OL | 26441   | Landhuis                                                         |
| Braemkasteel                                                     |                |                        | Gentbrugge   | Braemkasteelstraat 1                                                              | 51° 2' 23" NB, 3° 45' 48" OL | 26442   | Braemkasteel                                                     |
| Kasteeldomein Vilain                                             | Monument       |                        | Gentbrugge   | Braemkasteelstraat 37                                                             |                              | 26444   | Kasteeldomein Vilain                                             |
| Café De Ton                                                      |                |                        | Gentbrugge   | Brusselsesteenweg 367-369                                                         | 51° 2' 8" NB, 3° 45' 12" OL  | 26446   | Café De Ton                                                      |
| Spoorwegwerkplaats Atelier Central de Réparation                 |                |                        | Gentbrugge   | Brusselsesteenweg                                                                 | 51° 1' 53" NB, 3° 45' 26" OL | 26447   | Spoorwegwerkplaats Atelier Central de Réparation                 |
| Interbellumwoning ontworpen door Geo Bontinck                    |                | Geo Bontinck           | Gentbrugge   | Brusselsesteenweg 705                                                             | 51° 1' 46" NB, 3° 45' 58" OL | 26449   | Interbellumwoning ontworpen door Geo Bontinck                    |
| Koetshuis en walgracht van Kasteel Claeys-Bouüaert-Van Assche    |                |                        | Gentbrugge   | De Naeyerdreef 2                                                                  | 51° 2' 4" NB, 3° 45' 5" OL   | 26450   | Koetshuis en walgracht van Kasteel Claeys-Bouüaert-Van Assche    |
| Café De Snoek                                                    |                |                        | Gentbrugge   | Emanuel Hielstraat 26                                                             | 51° 2' 41" NB, 3° 45' 30" OL | 26451   | Café De Snoek                                                    |
| Burgerhuis                                                       |                |                        | Gentbrugge   | Emanuel Hielstraat 81                                                             | 51° 2' 33" NB, 3° 45' 40" OL | 26452   | Burgerhuis                                                       |
| Burgerhuis in art-nouveaustijl                                   |                |                        | Gentbrugge   | Frederik Burvenichstraat 65                                                       | 51° 2' 23" NB, 3° 44' 57" OL | 26454   | Burgerhuis in art-nouveaustijl                                   |
| Kasteel de Oude Kluis                                            |                |                        | Gentbrugge   | Gentbruggekouter 7                                                                | 51° 2' 48" NB, 3° 45' 47" OL | 26455   | Kasteel de Oude Kluis                                            |
| Bloemisterij Hellebuyck                                          |                |                        | Gentbrugge   | Gentbruggekouter 13                                                               | 51° 2' 51" NB, 3° 45' 51" OL | 26456   | Bloemisterij Hellebuyck                                          |
| Parochiekerk Heilige Simon en Heilige Judas Thaddeus met kerkhof | orgel          |                        | Gentbrugge   | Gentbruggeplein                                                                   | 51° 2' 42" NB, 3° 45' 34" OL | 26457   | Parochiekerk Heilige Simon en Heilige Judas Thaddeus met kerkhof |
| Woning Vermaercke                                                | Monument       | 1938 Gaston Eysselinck | Gentbrugge   | Henri Pirennelaan 68                                                              | 51° 2' 5" NB, 3° 45' 40" OL  | 26458   | Woning Vermaercke                                                |
| Villa                                                            |                |                        | Gentbrugge   | Hundelgemsesteenweg 385                                                           | 51° 1' 29" NB, 3° 45' 1" OL  | 26460   | Villa                                                            |
| Textielbedrijf E. De Porre                                       |                |                        | Gentbrugge   | Jules de Saint-Genoisstraat 99-101, 99A, 101A                                     | 51° 1' 40" NB, 3° 45' 31" OL | 26461   | Textielbedrijf E. De Porre                                       |
| Villa                                                            |                |                        | Gentbrugge   | Jules Destréelaan 63, 63B                                                         | 51° 1' 39" NB, 3° 46' 21" OL | 26462   | Villa                                                            |
| Hovenierswoning                                                  |                |                        | Gentbrugge   | Jules Van Biesbroeckstraat 2                                                      | 51° 2' 52" NB, 3° 45' 53" OL | 26465   | Hovenierswoning                                                  |
| Hoeve                                                            |                |                        | Gentbrugge   | Jules Van Biesbroeckstraat 39                                                     | 51° 2' 47" NB, 3° 46' 1" OL  | 26467   | Hoeve                                                            |
| Rij arbeiderswoningen                                            |                |                        | Gentbrugge   | Bruiloftstraat 39-43, Keiberg 3-17                                                | 51° 1' 55" NB, 3° 45' 50" OL | 26468   | Rij arbeiderswoningen                                            |
| Twee burgerhuizen                                                |                |                        | Gentbrugge   | Kerkstraat 137-139                                                                | 51° 2' 39" NB, 3° 45' 9" OL  | 26470   | Twee burgerhuizen                                                |
| Eclectisch burgerhuis                                            |                |                        | Gentbrugge   | Kerkstraat 141                                                                    | 51° 2' 38" NB, 3° 45' 8" OL  | 26471   | Eclectisch burgerhuis                                            |
| Twee neoclassicistische burgerhuizen                             |                |                        | Gentbrugge   | Kerkstraat 143-145                                                                | 51° 2' 38" NB, 3° 45' 8" OL  | 26472   | Twee neoclassicistische burgerhuizen                             |
| Burgerhuis                                                       |                |                        | Gentbrugge   | Kerkstraat 149-151                                                                | 51° 2' 38" NB, 3° 45' 7" OL  | 26473   | Burgerhuis                                                       |
| Burgerhuizen in eenheidsbebouwing                                |                |                        | Gentbrugge   | Kerkstraat 153, 157-163                                                           | 51° 2' 38" NB, 3° 45' 7" OL  | 26474   | Burgerhuizen in eenheidsbebouwing                                |
| Twee burgerhuizen in spiegelbeeldschema                          |                |                        | Gentbrugge   | Kerkstraat 156-158                                                                | 51° 2' 38" NB, 3° 44' 53" OL | 26475   | Twee burgerhuizen in spiegelbeeldschema                          |
| Puntfabriek                                                      |                |                        | Gentbrugge   | Dulle-Grietlaan 1, 12, 17, Kerkstraat 106-108, 108B, Maagd van Gentstraat 1-2, 12 | 51° 2' 38" NB, 3° 44' 52" OL | 26476   | Puntfabriek                                                      |
| Pastorie en directeurswoning Sint-Jozefsinstituut                |                |                        | Gentbrugge   | Kliniekstraat 44-46                                                               | 51° 2' 34" NB, 3° 45' 18" OL | 26477   | Pastorie en directeurswoning Sint-Jozefsinstituut                |
| Stadswoning                                                      |                |                        | Gentbrugge   | Kliniekstraat 55                                                                  | 51° 2' 29" NB, 3° 45' 18" OL | 26478   | Stadswoning                                                      |
| Twee villa's                                                     |                |                        | Gentbrugge   | Klokstraat 21-23                                                                  | 51° 2' 40" NB, 3° 45' 37" OL | 26479   | Twee villa's                                                     |
| Villa des Roses                                                  |                |                        | Gentbrugge   | Klokstraat 25                                                                     | 51° 2' 39" NB, 3° 45' 39" OL | 26480   | Villa des Roses                                                  |
| Modernistisch burgerhuis                                         |                |                        | Gentbrugge   | Klokstraat 41                                                                     | 51° 2' 38" NB, 3° 45' 41" OL | 26481   | Modernistisch burgerhuis                                         |
| Kasteeldomein Coninxdonck                                        | Monument       |                        | Gentbrugge   | Koningsdonkstraat 116-120                                                         | 51° 2' 6" NB, 3° 46' 47" OL  | 26482   | Kasteeldomein Coninxdonck                                        |
| Hoeve                                                            | dorpsgezicht   |                        | Gentbrugge   | Koningsdonkstraat 120                                                             | 51° 2' 3" NB, 3° 46' 49" OL  | 26483   | Hoeve                                                            |
| Ensemble in art-nouveaustijl                                     |                |                        | Gentbrugge   | Leo Tertzweillaan 22                                                              | 51° 2' 30" NB, 3° 45' 14" OL | 26484   | Ensemble in art-nouveaustijl                                     |
| Eenheidsbebouwing van vijf burgerhuizen                          |                |                        | Gentbrugge   | Leo Tertzweillaan 24-27, 28                                                       | 51° 2' 30" NB, 3° 45' 13" OL | 26485   | Eenheidsbebouwing van vijf burgerhuizen                          |
| Villa Pauline                                                    |                |                        | Gentbrugge   | Leo Tertzweillaan 30                                                              | 51° 2' 31" NB, 3° 45' 12" OL | 26486   | Villa Pauline                                                    |
| Parochiekerk Sint-Antonius                                       |                |                        | Gentbrugge   | Louis Van Houttestraat 56-60                                                      | 51° 2' 33" NB, 3° 44' 42" OL | 26487   | Parochiekerk Sint-Antonius                                       |
| Pastorie Sint-Antoniusparochie                                   |                |                        | Gentbrugge   | Louis Van Houttestraat 36                                                         | 51° 2' 34" NB, 3° 44' 44" OL | 26488   | Pastorie Sint-Antoniusparochie                                   |
| Kasteel Van den Hove                                             |                |                        | Gentbrugge   | Meersemdries 2                                                                    | 51° 2' 26" NB, 3° 45' 49" OL | 26490   | Kasteel Van den Hove                                             |
| Landhuis Claeys Adrianus                                         |                |                        | Gentbrugge   | Jules Mac Leodstraat 2, Meersemdries 3                                            | 51° 2' 27" NB, 3° 45' 48" OL | 26491   | Landhuis Claeys Adrianus                                         |
| Kasteel Speltinckx                                               |                |                        | Gentbrugge   | Meersemdries 4                                                                    | 51° 2' 28" NB, 3° 45' 43" OL | 26492   | Kasteel Speltinckx                                               |
| Neoclassicistische villa                                         |                |                        | Gentbrugge   | Oude Brusselseweg 99                                                              | 51° 2' 21" NB, 3° 45' 9" OL  | 26494   | Neoclassicistische villa                                         |
| Hovenierswoning                                                  |                |                        | Gentbrugge   | Oude Brusselseweg 105                                                             | 51° 2' 19" NB, 3° 45' 11" OL | 26495   | Hovenierswoning                                                  |
| Kasteel de Pélichy                                               |                |                        | Gentbrugge   | Oude Brusselseweg 125                                                             | 51° 2' 17" NB, 3° 45' 18" OL | 26496   | Kasteel de Pélichy                                               |
| Pomphuis en jachtpaviljoen                                       |                |                        | Gentbrugge   | Philippe Van de Veldehof 13                                                       | 51° 2' 23" NB, 3° 46' 11" OL | 26497   | Pomphuis en jachtpaviljoen                                       |
| Stadswoning                                                      |                |                        | Gentbrugge   | Ploegstraat 25                                                                    | 51° 1' 58" NB, 3° 44' 48" OL | 26498   | Stadswoning                                                      |
| Neoclassicistische villa                                         |                |                        | Gentbrugge   | Rode-Kruisstraat 1                                                                | 51° 1' 43" NB, 3° 45' 56" OL | 26499   | Neoclassicistische villa                                         |
| Villa                                                            |                |                        | Gentbrugge   | Rode-Kruisstraat 4                                                                | 51° 1' 45" NB, 3° 45' 54" OL | 26500   | Villa                                                            |
| Huizenrij van arbeiderswoningen                                  |                |                        | Gentbrugge   | Sasstraat 1-11, 15                                                                | 51° 2' 34" NB, 3° 44' 39" OL | 26501   | Huizenrij van arbeiderswoningen                                  |
| Parochiekerk Sint-Eligius en pastorie                            |                |                        | Gentbrugge   | Keiberg 1, Sint-Eligiusstraat                                                     | 51° 1' 55" NB, 3° 45' 47" OL | 26502   | Parochiekerk Sint-Eligius en pastorie                            |
| Eclectisch winkelhuis, gedateerd 1892                            |                |                        | Gentbrugge   | Sint-Simonstraat 14                                                               | 51° 2' 41" NB, 3° 45' 27" OL | 26503   | Eclectisch winkelhuis, gedateerd 1892                            |
| Kasteel van baron De Meulenare                                   |                |                        | Gentbrugge   | Voordries 6                                                                       | 51° 2' 27" NB, 3° 45' 58" OL | 26505   | Kasteel van baron De Meulenare                                   |
| Kasteel Limnander                                                |                |                        | Gentbrugge   | Voordries 16                                                                      | 51° 2' 28" NB, 3° 46' 7" OL  | 26506   | Kasteel Limnander                                                |
| Arbeiderswoningen in steegbeluik                                 |                |                        | Gentbrugge   | Zakstraat 1-14, 16-20                                                             | 51° 2' 41" NB, 3° 44' 45" OL | 26508   | Arbeiderswoningen in steegbeluik                                 |
| Oorlogsmonument Eerste Wereldoorlog                              | Monument       |                        | Gentbrugge   | Meersemdries                                                                      |                              | 212462  | Oorlogsmonument Eerste Wereldoorlog                              |
| Villa ontworpen door F. Vandersmissen                            |                |                        | Gentbrugge   | Brusselsesteenweg 685                                                             |                              | 216454  | Villa ontworpen door F. Vandersmissen                            |

## Bouwkundige gehelen
| Object             | Erfgoedstatus? | Bouwjaar of architect | Deelgemeente | Adres                                                                                 | Coördinaten | Nummer? | Afbeelding         |
| ------------------ | -------------- | --------------------- | ------------ | ------------------------------------------------------------------------------------- | ----------- | ------- | ------------------ |
| Tuinwijk Ter Heide |                |                       | Gentbrugge   | Jules de Saint-Genoisstraat 113-147, Peter Benoitlaan 90-104, Tuinwijk ter Heide 1-83 |             | 122157  | Tuinwijk Ter Heide |

Gent sensu stricto, alfabetisch op straatnaam: A · B · Bu · C · D · E · F · G · H · I · J · K · Ka · Ko · L · M · N · O · P · Q · R · S · Sint · T · UV · W · XYZ

Overige deelgemeenten: Afsnee · Drongen · Desteldonk · Gentbrugge · Ledeberg · Mariakerke · Mendonk · Oostakker · Sint-Amandsberg · Sint-Denijs-Westrem · Sint-Kruis-Winkel · Wondelgem · Zwijnaarde

Lijst van onroerend erfgoed in Oost-Vlaanderen